# Bulbophyllum hatusimanum
Bulbophyllum hatusimanum é uma espécie de orquídea (família Orchidaceae) pertencente ao gênero Bulbophyllum. Foi descrita por Takasi Tuyama em 1940.